# Bludná banda
Bludná banda (v anglickém originále Star Wars: Skeleton Crew) je americký televizní seriál, který pro streamovací službu Disney+ vytvořili Jon Watts a Christopher Ford. Je součástí mediální franšízy Star Wars a odehrává se ve stejném období jako Mandalorian a jeho propojené spin-offy, což je zhruba pět let po událostech filmu hlavní ságy Návrat Jediů (1983). Skeleton Crew vypráví příběh o dospívajících.
Watts oslovil společnost Lucasfilm s nabídkou vyprávět příběh o dospívajících ve stylu společnosti Amblin Entertainment zasazený do světa Star Wars a počátkem roku 2022 připravoval společně s Fordem seriál. Oficiálně byl oznámen v květnu toho roku na Star Wars Celebration, přičemž bylo odhaleno, že hlavní roli ztvární Jude Law. Natáčení začalo v září 2022 v Los Angeles.
První řada seriálu Bludná banda je premiérově vysílána od 3. prosince 2024 do 14. ledna 2025 a bude sestávat z osmi dílů.

## Postavy a obsazení

### Hlavní role
- Jude Law (v českém znění Marek Libert[3]) jako Jod Na Nawood, uživatel Síly, který byl uvězněn na vesmírné stanici Port Bongo, také je rychlý myslitel, který využívá své kouzlo, aby se dostal z různých scénářů.[4][5]
- Ravi Cabot-Conyers (v českém znění Vojtěch Groszmann[3]) jako Wim, lidský chlapec z planety At Attin[4][5]
- Ryan Kiera Armstrong (v českém znění Kristýna Šobíšková[3]) jako Fern, lidská dívka z planety At Attin[6][5]
- Robert Timothy Smith (v českém znění Jakub Jenčík[3]) jako Neel, chlapec z druhu vypadajícího jako humanoidní slon a Wimův kamarád z planety At Attin[4][5]
- Kyriana Kratter (v českém znění Karolína Daitlová[3]) jako KB, lidská dívka s kybernetickým hlavovým implantátem, který je připojen k visoru, kamarádka Fern[4][5]
- Nick Frost (v českém znění Ernesto Čekan[3]) jako hlas SM-33, starý zchátralý droid a první důstojník lodi Onyx Cinder.[7]

### Vedlejší role
- Tunde Adebimpe (v českém znění Tomáš Novotný[3]) jako Wendle, Wimův otec[6][8]
- Kerry Condon (v českém znění Lucie Vondráčková[3]) jako Fara, Fernina matka a náměstkyně úřadu supervizora planety At Attin[6][8]
- Fred Tatasciore (v českém znění David Suchařípa[3]) jako Brutus, pirátský kapitán druhu Shistavanen, který se vyskytl na stanici Port Bongo
- Marti Matulis (v českém znění Petr Gelnar[3]) jako Vane, pirát, který se objevil na vesmírné stanici Port Bongo. Vane se už vyskytl ve třetí řadě seriálu Mandalorian
- Jaleel White (v českém znění Daniel Margolius[3]) jako Gunter, lidský pirát s kybernetickými hlavovými implantáty, který se objevil na vesmírné stanici Port Bongo[9]

## Seznam dílů
| Č. v seriálu | Původní název                               | Český název                        | Režie                          | Scénář                       | Premiéra          |
| ------------ | ------------------------------------------- | ---------------------------------- | ------------------------------ | ---------------------------- | ----------------- |
| 1            | This Could Be a Real Adventure              | Může to bejt dobrodružství         | Jon Watts                      | Christopher Ford a Jon Watts | 2. prosince 2024  |
| 2            | Way, Way Out Past the Barrier               | Daleko za bariérou                 | David Lowery                   | Christopher Ford a Jon Watts | 2. prosince 2024  |
| 3            | Very Interesting, as an Astrogation Problem | Zajímavý astronavigační problém    | David Lowery                   | Christopher Ford a Jon Watts | 10. prosince 2024 |
| 4            | Can't Say I Remember No At Attin            | Nemůžu říct, že bych znal At Attin | Daniel Kwan a Daniel Scheinert | Christopher Ford a Jon Watts | 17. prosince 2024 |
| 5            | You Have a Lot to Learn About Pirates       | Ty se máš o pirátech hodně co učit | Jake Schreier                  | Myung Joh Wesner             | 24. prosince 2024 |
| 6            | Zero Friends Again                          | Zase nula kamarádů                 | Bryce Dallas Howard            | Myung Joh Wesner             | 31. prosince 2024 |
| 7            | We're Gonna Be in So Much Trouble           | Budeme mít obrovský malér          | Lee Isaac Chung                | Christopher Ford a Jon Watts | 7. ledna 2025     |
| 8            | The Real Good Guys                          | Praví správňáci                    | Jon Watts                      | Christopher Ford a Jon Watts | 14. ledna 2025    |

## Produkce

### Vývoj
V únoru 2022 časopis Production Weekly odhalil existenci připravovaného, dosud nepojmenovaného seriálu Star Wars, který byl vyvíjen pod pracovním názvem Grammar Rodeo. Později bylo oznámeno, že se uvažuje o Jonu Wattsovi jako o režiséru alespoň jedné epizody seriálu, přičemž Jon Favreau by po vytvoření seriálu Star Wars Mandalorian působil jako výkonný producent. Nový seriál se měl původně údajně odehrávat v období Vrcholné republiky (několik staletí před hlavní filmovou ságou), přičemž oficiální oznámení bylo plánováno na Star Wars Celebration v květnu 2022. V polovině května bylo odhaleno, že Christopher Ford vytváří seriál společně s Wattsem, přičemž dvojice bude výkonnými producenty a Ford bude ještě působit jako scenárista. Bylo však odhaleno, že se seriál bude odehrávat několik let po událostech filmu Návrat Jediů (1983), stejně jako Mandalorian, a byl popsán jako „galaktická verze klasických dobrodružných filmů [Amblin Entertainment] z 80. let o dospívajících.“
Během Star Wars Celebration na konci května 2022 byl odhalen název seriálu Star Wars: Skeleton Crew. Bylo potvrzeno, že se bude odehrávat ve stejném období jako Mandalorian a Ahsoka, přičemž Dave Filoni spolu s Favreauem budou působit jako výkonní producenti stejně jako předtím na těchto seriálech. Další výkonná producentka, prezidentka Lucasfilmu Kathleen Kennedy, vysvětlila, že ji Watts oslovil, aby natočila seriál Star Wars inspirovaný Amblinovým filmem Rošťáci (1985). Kennedy na tomto filmu pracovala jako výkonná producentka a uvedla, že Skeleton Crew „se vyvinula z tohoto druhu nadšení, že chce vyprávět příběhy v tomto prostoru.“

### Obsazení
Ze zpráv z února 2022 se mělo za to, že seriál hledá čtyři dospívající herce a jednoho herce ve věku 30-40 let jako své pravidelné představitele seriálu. Casting čtyř dospívajících herců probíhal ještě v květnu 2022, přičemž na konci měsíce bylo odhaleno, že do hlavní role bude obsazen Jude Law.

### Natáčení
Hlavní natáčení probíhalo „několik týdnů“ od začátku září 2022 ve studiích Manhattan Beach v okrese Los Angeles pod pracovním názvem Grammar Rodeo (odkaz na epizodu Simpsonových „Bart on the Road“), ale původně se očekávalo, že natáčení začne již v červnu 2022 a bude trvat do prosince 2022. Natáčení bylo nakonec oficiálně dokončeno 22. ledna 2023,